# Il faro in capo al mondo (film)
Il faro in capo al mondo (The Light at the Edge of the World) è un film del 1971 diretto da Kevin Billington, con Yul Brynner.
Il film è tratto dall'omonimo romanzo di Jules Verne

## Trama
In una isoletta sperduta, a guardia del faro e dello stretto passaggio del mare, vivono tre individui. Un giorno arrivano i pirati, predoni del mare, che catturano i tre guardiani. Due di questi, il vecchio e il ragazzo Felipe vengono subito uccisi in modo barbaro. Il terzo, Will Denton riesce a fuggire e si nasconde in una piccola grotta nella scogliera. Nell'isola, brulla, spoglia e selvaggia, non ci sono tanti nascondigli e i predoni non hanno intenzione di andarsene tanto presto in quanto il faro aiuta nel passaggio diverse imbarcazioni che, se venissero mal indirizzate, si incaglierebbero diventando facili prede e fonte di guadagno. Il capo dei pirati, Kronge è estremamente violento e quando Will viene ricatturato non esita a torturarlo e farlo torturare dai suoi uomini. In questo clima di violenza Denton riuscirà comunque a salvarsi e a salvare il faro.

## Produzione
Il film è ambientato a Capo Horn ma è stato girato in Spagna a Cabo de Creus e Cadaqués in Catalogna, nell'Alicante e nella Murcia